# إيلانا ديامانت
إيلانا ديامانت (بالعبرية: אילנה שושן‏) هي عارضة ومنتجة أفلام وممثلة إسرائيلية، ولدت في 14 أبريل 1961 في كفار سابا في إسرائيل.

## وصلات خارجية
- إيلانا ديامانت على موقع IMDb (الإنجليزية)
- إيلانا ديامانت على موقع قاعدة بيانات الفيلم (الإنجليزية)